# Lesbisk kiosklitteratur

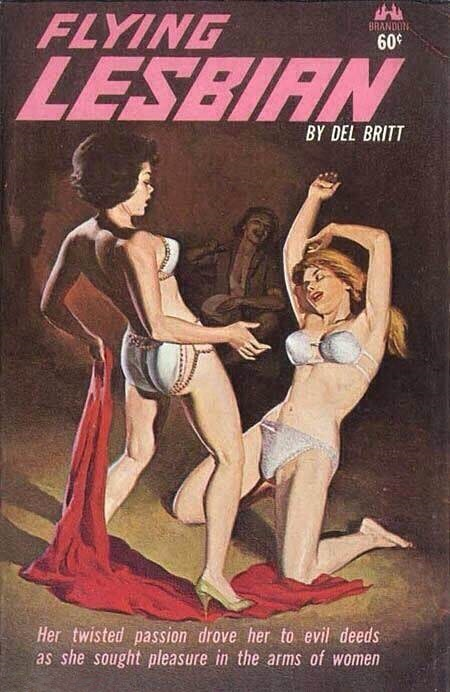
Omslag för Flying Lesbian av Del Britt, Illustrerad av Fred Ficler 1963

Lesbisk kiosklitteratur, eller lesbisk pulp fiction, är en genre av lesbisk litteratur som refererar till de pocketromaner och kiosklitteratur med lesbiska teman och innehåll som gavs ut i USA från 1900-talets mitt. Böckerna riktades sig framförallt till manliga heterosexuella läsare med mjukpornografiskt innehåll och utmanande bilder på omslagen. De förlag som under 1950- och 1960-talet i USA publicerad lesbisk kiosklitteratur var samma förlag som gav ut mycket annan litteratur i pocketform. Eftersom det fanns väldigt lite annan litteratur för och om lesbiska vid denna tid var dessa böcker ofta den enda referens som allmänheten, lesbiska och andra, hade som bild av vad lesbiska var. För även om homosexuella förföljdes och trakasserades sålde böckerna i miljontals exemplar. Majoriteten av böckerna slutade alltid med att lesbisk beteende straffades på något vis, eller i alla fall att kvinnorna hamnade i en heterosexuell relation. Men en mindre del av genren, som genushistorikern Yvonne Keller kallas pro-lesbian, har mer positiva skildringar och det går bättre för huvudpersonerna. Även om många av böckerna var väldigt homofoba skildrade de och synliggjorde en lesbisk identitet, och för många kvinnor var det första gången de kunde identifiera sig i romantisk litteratur.
Böckerna såldes på bensinmackar, tidningsstånd, busstationer och andra ställen där man kunde köpa billig förbrukningsunderhållning. Böckerna var små nog att passa i en handväska eller bakficka (därav både varumärke och de allmänna termen "pocketböcker") och billiga nog för att kasta bort när läsaren var färdig med boken.

## Utveckling av genren
Fram till första halvan av 1900-talet gavs det ut väldigt få böcker om lesbiska som karaktärer som har relationer med kvinnor. De som gavs ut var inbundna och var med engelska titlat We Too Are Drifting av Gale Wilhelm 1935 P, Pity for Women av Helen Anderson 1937 och Torchlight To Valhalla av Gale Wilhem 1938.
Under andra världskriget hade bristen på papper lett till att få böcker gavs ut, men under 1950-talet ökade utgivningen av böcker i pocketformat tryckt på billigt papper.
De billiga böckerna behandlade ofta 'smutsiga' ämnen som droger, brott, gäng, kriminalitet, mord och homosexualitet. Eftersom det inte var respekterad litteratur var den inte lika hårt censurerad, även om många av pocketförlagen inte publicerade verk som stödde en alltför ”avvikande” livsstil. När det gäller den lesbiska kiosklitteraturen fanns de på många ställen där människor inte haft tillgång till information eller berättelser med lesbiska teman.
Flera förlag gjorde särskilt avtryck, såsom Fawcetts avdelning "Gold Medal" som tillfredsställde efterfrågan på kiosklitteratur. Till skillnad från många andra förlag gjorde Fawcett gjorde en poäng av att publicera lesbisk kiosklitteratur skriven av lesbiska, eller ibland av heterosexuella kvinnor, snarare än av heterosexuella män. Det gjorde mycket för det lesbiska sammanhanget att ha lesbiska författare som skrev mer eller mindre autentiska berättelser om hur det var att vara lesbisk, i motsats till att endast heterosexuella män skriver berättelser om lesbiska kvinnor för andra män.

## Författare
Författare av lesbiska pocketböcker var både män och kvinnor, och använde ofta pseudonymer - de manliga författarna använde ofta kvinnonamn. En retrospektiv sammanfattade genren som "De allra flesta av dessa lesbiska romaner skrivna av män, som syftar till att uppfylla heteromäns fantasier ... Men kanske 40 eller 50 romaner var skrivna av kvinnor, och var tillräckligt bra att bli underjordiska klassiker. Kiosklitteraturen nådde också isolerade, lesbiska i småstäder och kunde få dem att känna att de inte var de enda lesbiska i världen.” 

### Ann Bannon

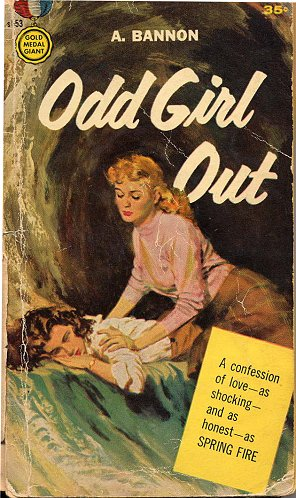
Omslag av Odd girl Out av Ann Bannon från 1957

Ann Bannon (Ann Weldy f. 1932) skrev många romaner från 1957 till 1962 som senare blev kända som Beebo Brinker-serien. Populariteten av hennes böcker gav dem en anmärkningsvärd livslängd och gav henne titeln "Den lesbiska kiosklitteraturens drottning". Hennes böcker gavs ut igen 1983 och 2001 på engelska, och 2015 gavs boken En Omaka flicka ut på svenska av Lesbisk pocket.
Bannon skrev: Odd Girl Out 1957 (svensk titel En omaka flicka), I Am a Woman 1959, Women in the Shadows 1959, Journey to a Woman 1960, The Marriage 1960 och Beebo Brinker 1962.

### Valerie Taylor
Valerie Taylor (Velma Nacella Young 1913–1997) skrev åtta lesbiska romaner 1957–1964, poesi som publicerades i The Ladder och flera romaner på 1970-talet genom Naiad Press. Hon var en gayaktivist, medgrundare till Mattachine Society och den lesbiska författarkonferensen i Chicago 1974.
Taylor skrev: Whisper Their Love 1957, The Girls in 3-B 1959, Stranger on Lesbos 1960, A World Without Men 1963, Unlike Others 1963 och Journey to Fulfillment 1964.

### Marijane Meaker
Marijane Meaker (född 1927) skrev under pseudonymerna Vin Packer och Ann Aldrich.
Meaker skrev: Spring Fire 1952, We Walk Alone 1955, We Too Must Love 1958, Carol in a Thousand Cities 1960, We Two Won't Last 1963 och Take a Lesbian to Lunch 1972.

### Marion Zimmer Bradley
Marion Zimmer Bradley (1930–1999) skrev under olika pseudonymer och blev så småningom populär för sina serier Avalon och Darkover. Under många år vägrade Bradley erkänna att hon tidigare skrivit lesbisk kiosklitteratur.
Bradley skrev: I am a Lesbian 1962 som Lee Chapman, No Adam for Eve 1966 som John Dexter, My Sister, My Love 1963 som Miriam Gardner, Twilight Lovers 1964 som Miriam Gardner, The Strange Women 1967 som Miriam Gardner, Spare Her Heaven 1963 som Morgan Ives, Anything Goes 1964 som Morgan Ives och Knives of Desire 1966 som Morgan Ives.

## Omslagsbilder

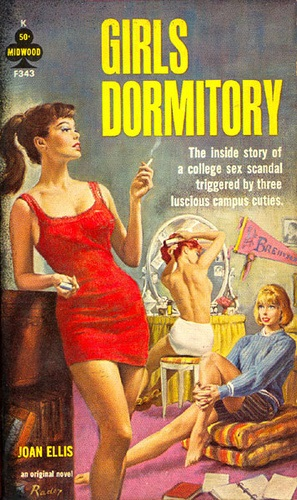
Omslag från 1963 Girls Dormitory av Joan Ellis, illustration Paul Rader.

Den lesbiska kiosklitteraturen hade traditionellt erotiska omslagsbilder. Trots att många kvinnor, lesbiska och andra, köpte och läsa dessa romaner, marknadsförde förlagen dem till män som erotisk fantasi. Omslag kunde ha några provokativa textrader som var tänkta att uppmärksamma den sexiga och skandalösa karaktär som själva boken handlade om. Utgivningen i engelskspråkiga länder använde ord som "Twilight", "odd", "strange", "shadows" och "queer" i titlarna. Författaren Ann Bannon sägs ha sagt att män skulle läsa omslagen bokstavligen, lockade av bilden med två halvklädda kvinnor i ett sovrum, medan kvinnor skulle läsa omslagen mer bildligt med två kvinnor som tittade på varandra, eller en stående kvinna och en på sängen, med ord som ”strange” eller ”twilight” i titeln som antydde att boken hade ett lesbisk innehåll.

## Den lesbiska kiosklitteraturens återkomst

### Internationellt
På samma sätt som utgivningen av 1950- och 1960-talets kiosklitteratur möjliggjordes genom ny teknik finns det en ny våg av lesbisk litteratur som tillkom på grund av den nya tekniken med början på 1980-talet. Under 1980- och 1990-talet ökade lesbisk fanfiction med hundratals författare som skrev berättelser, romaner och hela serier och göra dem tillgängliga via internet. Denna online-publicering fortsätter idag att vara populärt. Många av dessa författare drogs bort från fanfiction och började skriva originalverk, och små förlag tillkom för att publicera detta arbete. Med spridningen av billigare trycktekniker har små upplagor med krav på lite kapital för första gången i historien regelbundet börjat offentliggöra lesbiska röster. Vid början av 2000-talet har över ett dussin engelskspråkiga lesbiska förlag uppstått, och de har framgångsrikt marknadsfört hundratals nya titlar per år för lesbisk publik. De tre största förlagen i samtiden är Bella Books, Bold Strokes Books och Regal Crest Enterprises.
Utvecklingen av e-böcker har gjort det möjligt för böcker som slutat trycka att bli tillgängliga igen. Många romaner har på nytt utgivits i e-bokform, och de flesta tryckta böcker publiceras idag också som e-böcker.

### I Sverige

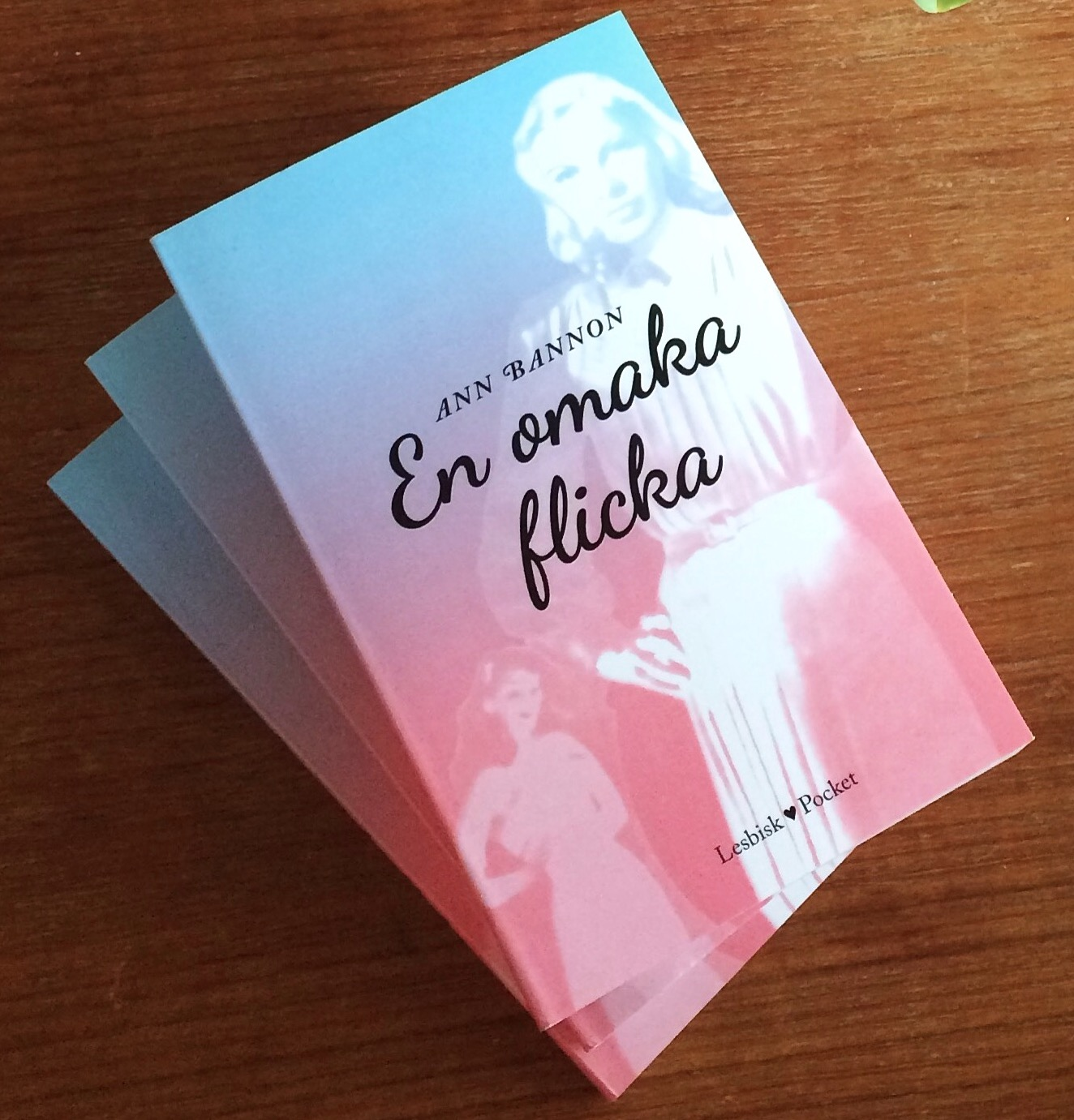
boken En omaka flicka av Ann Bannon utgiven 2015

I Sverige idag finns förlaget Lesbisk Pocket, som har gett ut en svensk översättning av boken Odd Girl Out av Ann Bannon med den svenska titeln En omaka flicka.
Genusredaktörerna är ett annat svenskt förlag som i bokserien Queerlequin ger ut vad de kallar lösgodislitteratur med queera och lesbiska teman. De romantiska romanerna som finns utgivna med lesbiskt tema är En gyllene triangel av Noam Frick (2015), När temperaturen stiger av V. Florian (2016), Starkare än magi av V. Florian (2016), Kristallgrottan av Lotus Wilde (2016), Vinna eller försvinna av Noam Frick (2016), och Möten i skogen av Nila Lorek (2017).